# Evergestis mimounalis
Evergestis mimounalis là một loài bướm đêm trong họ Crambidae.